# Aree naturali protette del Veneto
Il seguente è un elenco delle aree naturali protette del Veneto.

## Parchi nazionali
- Parco nazionale delle Dolomiti Bellunesi

## Parchi naturali regionali
- Riserva naturale integrale Piaie Longhe-Millifret
- Riserva naturale orientata Pian di Landro-Baldassare
- Parco naturale regionale delle Dolomiti d'Ampezzo
- Parco regionale dei Colli Euganei
- Parco naturale regionale del Fiume Sile
- Riserva naturale Bocche di Po
- Parco regionale del Delta del Po
- Riserva naturale integrale Bosco Nordio
- Parco della Lessinia
- Riserva naturale integrale Gardesana Orientale
- Riserva naturale integrale Lastoni Selva Pezzi
- Parco giardino Sigurtà
- Punta san Vigilio

## Riserve naturali statali
- Riserva naturale Monte Faverghera
- Riserva naturale Monte Pavione
- Riserva naturale Monti del Sole
- Riserva naturale Piani Eterni - Errera - Val Falcina
- Riserva naturale Piazza del Diavolo
- Riserva naturale Schiara occidentale
- Riserva naturale Somadida
- Riserva naturale Val Tovanella
- Riserva naturale Valle Imperina
- Riserva naturale Valle Scura
- Riserva naturale Vette Feltrine
- Riserva naturale Vincheto di Cellarda
- Riserva naturale Bus della Genziana
- Riserva naturale Campo di Mezzo - Pian di Parrocchia

## Zone umide
- Torbiere di Lac Torond (SIC non incluso nell'EUAP)
- Valle Averto (non inclusa nell'EUAP)
- Oasi Valle della Buora (non inclusa nell'EUAP)
- Parco della Palude di Onara SIC E ZPS

## Altre aree protette
- Parco dell'Adige - non incluso nell'EUAP

## SIC
I SIC proposti (pSIC) del Veneto sono stati definiti dalla regione.